# Ryszard Kossobudzki
Ryszard Kossobudzki, ang. Richard Cosby (ur. 4 sierpnia 1925 w Brześciu, zm. 25 czerwca 2012 w Alexandrii, Wirginia, USA) – żołnierz Armii Krajowej, uczestnik powstania warszawskiego.

## Życiorys
W okresie okupacji przyłączył się do ruchu oporu. Brał udział w powstaniu warszawskim. Po upadku powstania internowany w niemieckim obozie jenieckim Stalag IV B w Mühlberg/Elbe, z którego zdołał zbiec w 1945 roku. Przez kilka dni wraz z kolegami ukrywał się w lesie, gdzie zobaczyli lecący amerykański samolot, który zrzucił w ich pobliżu mały pakunek z tabliczką czekolady, do której dołączona była karteczka. „Witajcie, między wami a naszymi oddziałami nie ma już niemieckich wojsk. (...) Macie do przejścia piętnaście mil i będziecie wolni”. Udało im się dotrzeć do pozycji alianckich skąd wyjechał do Wielkiej Brytanii. Po krótkim pobycie wyjechał do Stanów Zjednoczonych, gdzie zmienił nazwisko na Richard Cosby.
Przez 35 lat milczał o swoich przeżyciach wojennych aż do momentu, gdy jego tajemnicę odkryła córka - znana amerykańska dziennikarka Rita Cosby. Historię ojca oraz odkrywanie swoich polskich korzeni opisała w książce Quiet Hero. Secrets from My Father's Past (Cichy bohater. Tajemnice z przeszłości mojego ojca). Pierwszy raz Ryszard Kossobudzki wraz z córką odwiedził Polskę po 65 latach.

## Upamiętnienie
W Grodzisku Mazowieckim, gdzie dawniej mieszkali jego rodzice, został on patronem nowo wybudowanego ronda.